# Atlides inachus
Espèce
Atlides inachus est un papillon de la famille des Lycaenidae, de la sous-famille des Theclinae et du genre Atlides.

## Dénomination
Atlides inachus a été décrit par Pieter Cramer en 1775 sous le nom de Papilio inachus.
Synonymes : Papilio baeton Sepp, [1829]; Thecla carpophora Hewitson, 1868; Olynthus inachus ; Hübner, [1819]; Thecla inachus ; Hewitson, 1869.

### Noms vernaculaires
Atlides inachus se nomme Spying Hairstreak en anglais.

## Description
Atlides inachus est un petit papillon avec une longue et une courte fines queues à chaque aile postérieure. Le dessus de couleur beige est très largement suffusé de bleu turquoise argenté avec aux ailes antérieures près du milieu du bord costal une tache double marron. Le revers est beige avec aux ailes postérieures une partie basale rouge marquée d'un ocelle marron cerné de blanc.

## Écologie et distribution
Il réside dans le sud du Mexique, à Panama, au Pérou, au Brésil, au Surinam, en Guyana et en Guyane,.

## Protection
Pas de statut de protection particulier.